# Loiri Porto San Paolo
Loiri Porto San Paolo (Lòiri-Poltu Santu Paulu in gallurese, Lòiri - Portu Santu Paulu in sardo) è un comune italiano sparso di 3 845 abitanti della provincia della Gallura Nord-Est Sardegna in Sardegna.

## Geografia fisica

### Territorio
Il capoluogo comunale, Loiri, si trova pochi chilometri nell'entroterra, mentre l'estesa Porto San Paolo, sul mare, possiede un attrezzato porto turistico.

## Storia

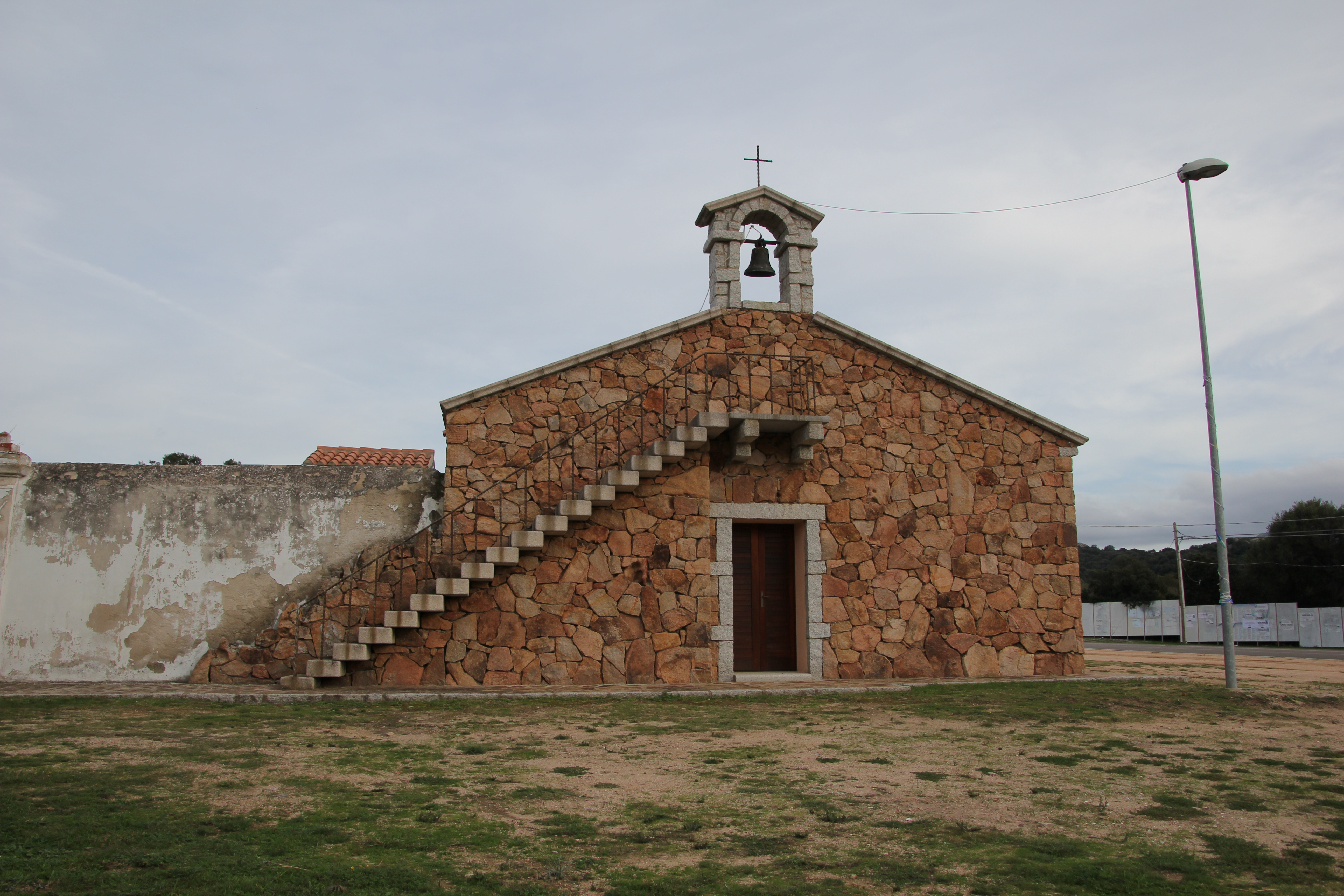
Chiesa di Santa Giusta

L'attuale territorio di Loiri Porto San Paolo risulta abitato da tempi molto antichi. Già in età medievale erano presenti alcune comunità, come testimonia la chiesa presente in località Santa Giusta, che era importante sede di culto del giudicato di Gallura.
In epoca feudale, durante la dominazione aragonese e spagnola, il territorio era parte di un esteso feudo detto encontrada di Gallura, di cui costituiva l'estrema propaggine sud-orientale. Era classificato come "salto". Con questo termine si intendevano alcune aree selvagge e boscose all'interno di un feudo, territori in genere usati per la raccolta di legna e per il pascolo del bestiame suino (a causa della presenza di numerosi alberi ghiandiferi), o periodicamente affittati a pastori transumanti.
Anche con la dismissione dei feudi e con la formazione dei moderni comuni attorno alla metà dell'Ottocento, la zona continuò a essere amministrata dal comune di Tempio Pausania, riuscendo solo nel 1979 a costituirsi in comune autonomo.
Il territorio costiero, dove ora si trova Porto San Paolo, era in passato poco abitato e per vari secoli ritenuto insicuro a causa della malaria e delle frequentazioni delle navi barbaresche. Queste ultime durarono in Sardegna fino ai primi dell'Ottocento, mentre la malaria poté essere debellata dall'Isola solo negli anni successivi alla seconda guerra mondiale. Il territorio costiero di Porto San Paolo era, così come gran parte delle coste galluresi, sede di traffici e contrabbando fino ai primi del Novecento. Porto San Paolo era anche frequentato da pescatori, spesso provenienti dall'isola di Ponza. In decenni recenti, invece, lo stesso territorio di costa ha riscosso particolare successo come centro di villeggiatura, il che ha portato a uno sviluppo urbanistico particolarmente intenso.

### Simboli
Lo stemma e il gonfalone del comune di Loiri Porto San Paolo sono stati concessi con decreto del presidente della Repubblica del 3 marzo 1998. Il gonfalone è un drappo di bianco.

## Monumenti e luoghi di interesse

### Architetture religiose

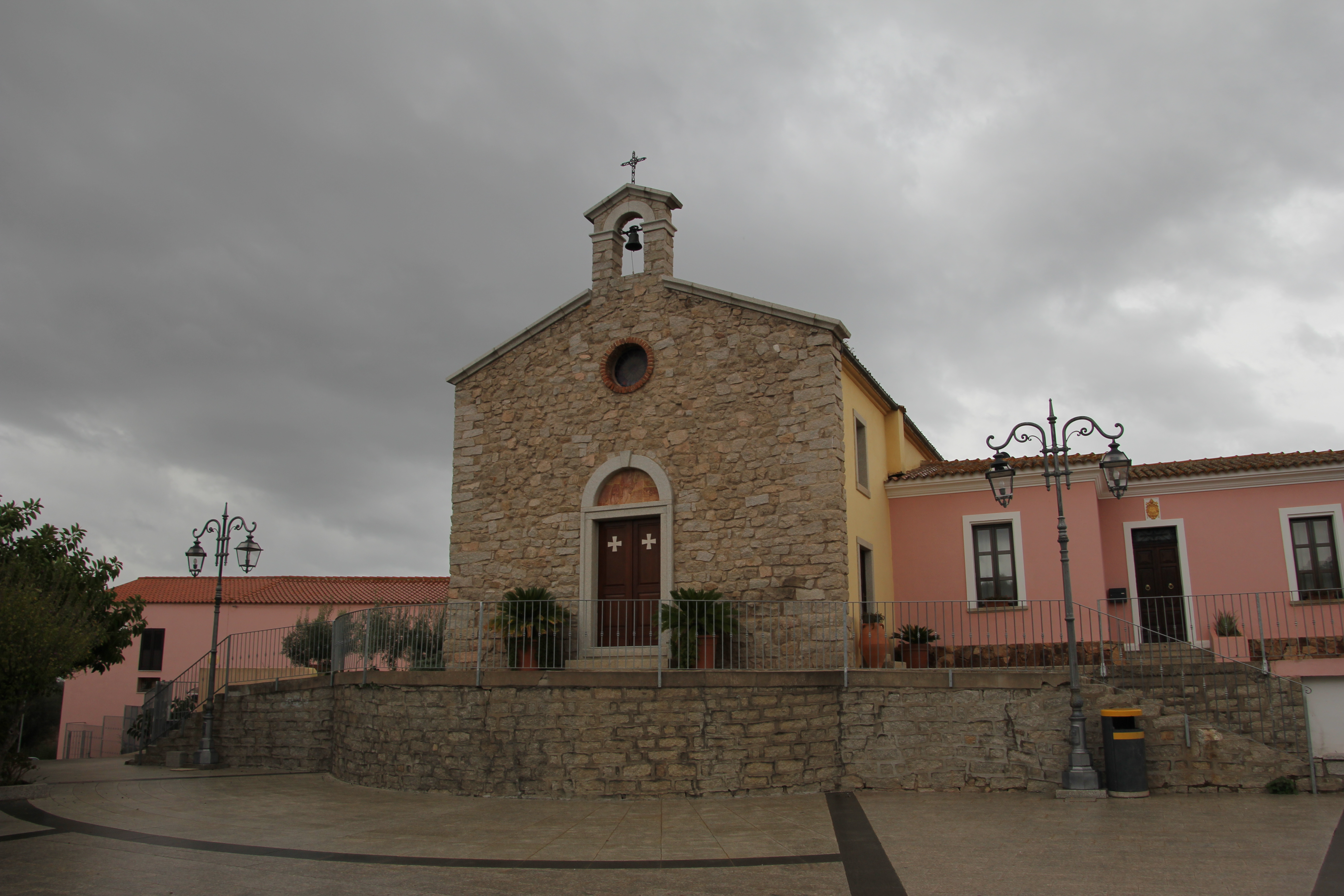
Loiri, chiesa di San Nicola

Si contano otto chiese: di rilievo la chiesa di santa Giusta, nella frazione omonima, e la parrocchiale di san Nicola di Bari, caratterizzata da una facciata in granito.

### Aree naturali
- Stagno di Porto Taverna

## Società

### Evoluzione demografica
Abitanti censiti

### Etnie e minoranze straniere
Secondo i dati ISTAT al 31 dicembre 2019 la popolazione straniera residente era di 190 persone, il 5,3% della popolazione totale. Le nazionalità maggiormente rappresentate in base alla loro percentuale sul totale della popolazione residente erano:
- Romania 75
- Germania 19

## Economia
È basata sul turismo balneare e alberghiero, trainata dalla vicina Costa Smeralda e da Porto Rotondo, ma anche sulla pesca, l'agricoltura e l'allevamento.
Importante è anche la vicinanza alla città di Olbia che, con l'aeroporto Costa Smeralda, ha favorito l'afflusso del turismo. Negli ultimi decenni si è notato un aumento progressivo di residenti provenienti soprattutto dal nord Italia e dalla Germania.

## Infrastrutture e trasporti
Da Porto San Paolo partono collegamenti giornalieri con l'isola di Tavolara. Da ricordare è anche la minore e meno conosciuta, perché di proprietà privata, isola di Molara. Porto San Paolo si trova a metà strada tra Olbia e San Teodoro, ciò significa che chiunque passi per la SS 125 che costeggia la zona nord-orientale della Sardegna dirigendosi verso uno o verso l'altro approdo turistico, transita nel territorio del paese. Inoltre il territorio comunale usufruisce degli svincoli (uno è in fase di progettazione, l'altro è pienamente disponibile) sulla SS 131 DCN per la cittadina.

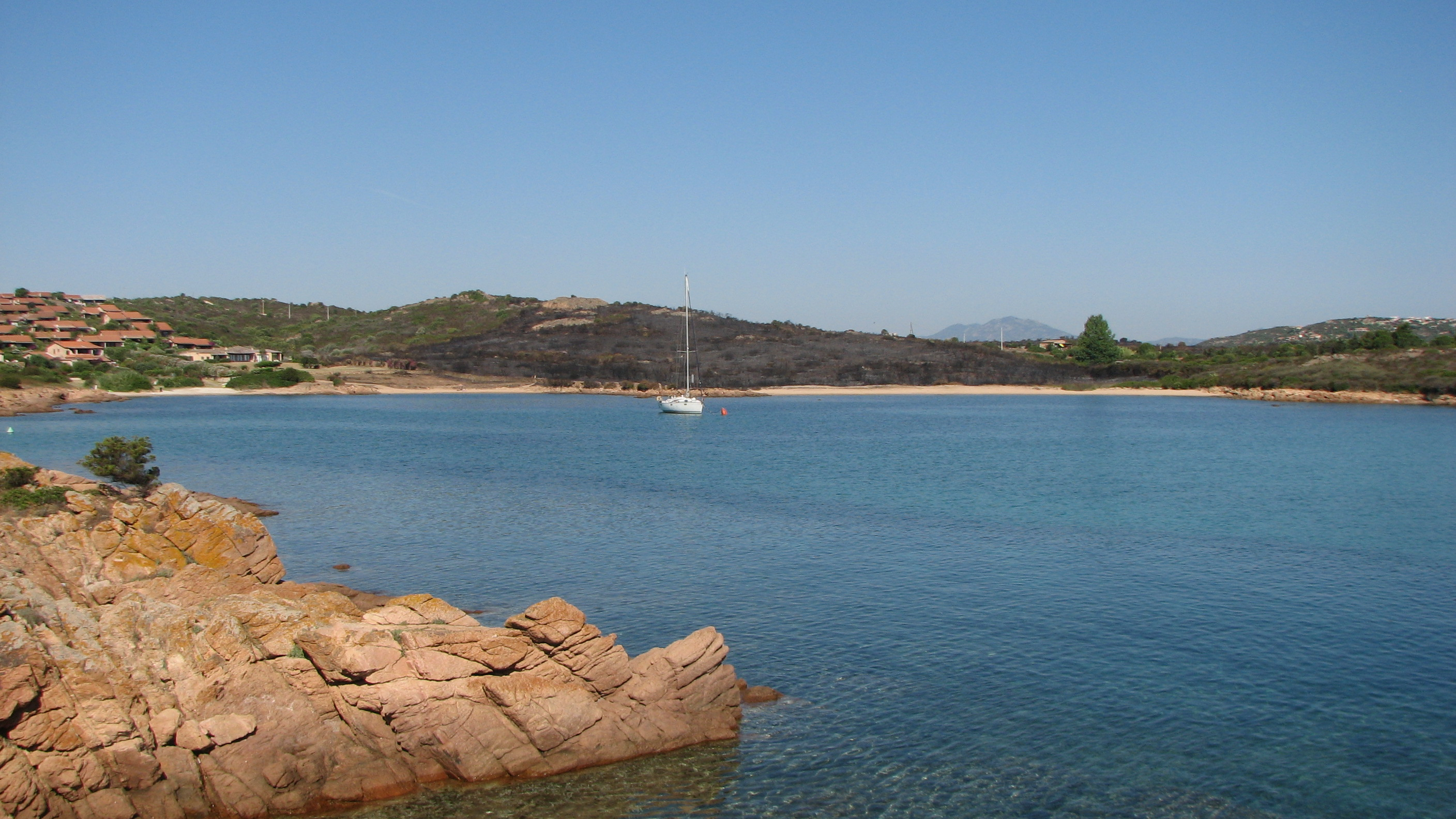
Spiaggia

## Amministrazione
| Periodo        | Periodo        | Primo cittadino          | Partito                                          | Carica  | Note   |
| -------------- | -------------- | ------------------------ | ------------------------------------------------ | ------- | ------ |
| 6 giugno 1993  | 27 aprile 1997 | Antonio Giovanni Inzaina | "Eterogenea"                                     | Sindaco | [ 6 ]  |
| 27 aprile 1997 | 13 maggio 2001 | Antonio Giovanni Inzaina | lista civica                                     | Sindaco | [ 7 ]  |
| 13 maggio 2001 | 28 maggio 2006 | Gianpaolo Biancu         | lista civica                                     | Sindaco | [ 8 ]  |
| 28 maggio 2006 | 27 maggio 2007 | Gianpaolo Biancu         | lista civica                                     | Sindaco | [ 9 ]  |
| 27 maggio 2007 | 10 giugno 2012 | Antonio Giovanni Inzaina | lista civica                                     | Sindaco | [ 10 ] |
| 10 giugno 2012 | 11 giugno 2017 | Giuseppe Meloni          | lista civica "Insieme per Cambiare"              | Sindaco | [ 11 ] |
| 11 giugno 2017 | 13 giugno 2022 | Francesco Lai            | lista civica "Insieme"                           | Sindaco | [ 12 ] |
| 13 giugno 2022 | in carica      | Francesco Lai            | lista civica "Insieme per Loiri Porto San Paolo" | Sindaco | [ 13 ] |